# Закон Архимеда
Зако́н Архиме́да — закон гидростатики и аэростатики: на тело, погружённое в жидкость или газ, действует выталкивающая сила, численно равная весу объёма жидкости или газа, вытесненного телом. Закон открыт Архимедом в III веке до н. э. Выталкивающая сила также называется архимедовой силой, или гидростатической подъёмной силой (её не следует путать с аэро- и гидродинамической подъёмной силой, возникающей при обтекании тела потоком газа или жидкости).
Так как сила Архимеда обусловлена силой тяжести, то в невесомости она не действует.
В соответствии с законом Архимеда для выталкивающей силы выполняется:
 {\displaystyle F_{A}=\rho gV,} 
где:
- {\displaystyle \rho } — плотность жидкости или газа, кг/м3;
- {\displaystyle g} — ускорение свободного падения, м/с2;
- {\displaystyle V} — объём части тела, погружённой в жидкость или газ, м3;
- {\displaystyle F_{A}} — сила Архимеда, Н.

## Описание
Выталкивающая или подъёмная сила по направлению противоположна силе тяжести, прикладывается к центру тяжести объёма, вытесняемого телом из жидкости или газа.
Если тело плавает (см. плавание тел) или равномерно движется вверх или вниз, то выталкивающая или подъёмная сила по модулю равна силе тяжести, действующей на вытесненный телом объём жидкости или газа.

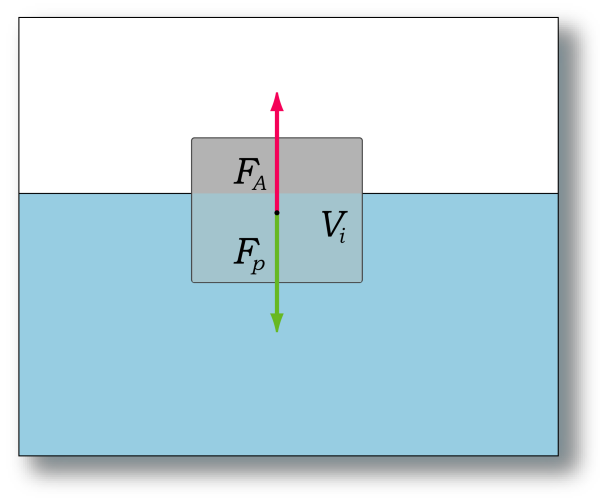
Плавание тела. Сила Архимеда уравновешивает вес тела :
ρ_{ж} g V_{ж} = ρ_{т} g V_{т}

Например, воздушный шарик объёмом {\displaystyle V}, наполненный гелием, летит вверх из-за того, что плотность гелия ({\displaystyle \rho _{He}}) меньше плотности воздуха ({\displaystyle \rho _{air}}):
{\displaystyle F_{A}>F_{p};}

{\displaystyle \rho _{air}gV>\rho _{He}gV.}
Закон Архимеда можно объяснить при помощи разности гидростатических давлений на примере прямоугольного тела, погруженного в жидкость или газ. В силу симметрии прямоугольного тела, силы давления, действующие на боковые грани тела, уравновешиваются. Давление ({\displaystyle P_{A}}) и сила давления ({\displaystyle F_{A}}), действующие на верхнюю грань тела, равны:
{\displaystyle P_{A}=\rho gh_{A};}
{\displaystyle F_{A}=\rho gh_{A}S,}
где:
- {\displaystyle P_{A}} — давление, оказываемое жидкостью или газом на верхнюю грань тела, Па;
- {\displaystyle F_{A}} — сила давления, действующая на верхнюю грань тела и направленная вниз, Н;
- {\displaystyle \rho } — плотность жидкости или газа, кг/м3;
- {\displaystyle h_{A}} — расстояние между поверхностью жидкости или газа и верхней гранью тела, м;
- {\displaystyle S} — площадь горизонтального поперечного сечения тела, м2.

Давление ({\displaystyle P_{B}}) и сила давления ({\displaystyle F_{B}}), действующие на нижнюю грань тела, равны:
{\displaystyle P_{B}=\rho gh_{B};}
{\displaystyle F_{B}=\rho gh_{B}S,}
где:
- {\displaystyle P_{B}} — давление, оказываемое жидкостью или газом на нижнюю грань тела, Па;
- {\displaystyle F_{B}} — сила давления, действующая на нижнюю грань тела и направленная вверх, Н;
- {\displaystyle h_{B}} — расстояние между поверхностью жидкости или газа и нижней гранью тела, м.

Сила давления жидкости или газа на тело определяется разностью сил {\displaystyle F_{B}} и {\displaystyle F_{A}}:
{\displaystyle F_{B}-F_{A}=\rho gh_{B}S-\rho gh_{A}S=\rho g\left(h_{B}-h_{A}\right)S=\rho ghS=\rho gV,}
где:
- {\displaystyle h=h_{B}-h_{A}} — расстояние между верхней и нижней гранями тела (в случае частичного погружения высота части тела, погружённой в жидкость или газ), м;
- {\displaystyle V} — объём тела, погружённого в жидкость или газ (в случае частичного погружения объём части тела, погружённой в жидкость или газ), м3.

Разница давлений:
{\displaystyle P_{B}-P_{A}=\rho gh_{B}-\rho gh_{A}=\rho gh.}
В отсутствии гравитационного поля, то есть в состоянии невесомости, закон Архимеда не работает. Космонавты с этим явлением знакомы достаточно хорошо. В частности, в невесомости отсутствует явление (естественной) конвекции, поэтому, например, воздушное охлаждение и вентиляцию жилых отсеков космических аппаратов необходимо производить принудительно вентиляторами.

## Обобщения
Некий аналог закона Архимеда справедлив также в любом поле сил, которое по-разному действуют на тело и на жидкость (газ), либо в неоднородном поле. Например, это относится к полю сил инерции (например, к полю центробежной силы) — на этом основано центрифугирование. Пример для поля немеханической природы: диамагнетик в вакууме вытесняется из области магнитного поля большей интенсивности в область с меньшей.

## Вывод закона Архимеда для тела произвольной формы

### Вывод через мысленный эксперимент
Если мысленно заменить погружённое в жидкость тело той же жидкостью, мысленно размещённая в том же объёме порция воды будет находиться в равновесии и действовать на окружающую воду с силой, равной силе тяжести, действующей на порцию воды. Так как перемешивания частиц воды не происходит, можно утверждать, что окружающая вода действует на выделенный объём с той же силой, но направленной в противоположном направлении, то есть с силой, равной {\displaystyle mg=\rho gV}.

### Расчёт силы
Гидростатическое давление {\displaystyle p} на глубине {\displaystyle h}, оказываемое жидкостью с плотностью {\displaystyle \rho } на тело, есть {\displaystyle p=\rho gh}. Пусть плотность жидкости ({\displaystyle \rho }) и напряжённость гравитационного поля ({\displaystyle g}) — постоянные величины, а {\displaystyle h} — параметр. Возьмём тело произвольной формы, имеющее ненулевой объём. Введём правую ортонормированную систему координат {\displaystyle Oxyz}, причём выберем направление оси z совпадающим с направлением вектора {\displaystyle {\vec {g}}}. Ноль по оси z установим на поверхности жидкости. Выделим на поверхности тела элементарную площадку {\displaystyle dS}. На неё будет действовать сила давления жидкости, направленная внутрь тела, {\displaystyle d{\vec {F}}_{A}=-pd{\vec {S}}}. Чтобы получить силу, которая будет действовать на тело, возьмём интеграл по поверхности:
{\displaystyle {\vec {F}}_{A}=-\int \limits _{S}{p\,d{\vec {S}}}=-\int \limits _{S}{\rho gh\,d{\vec {S}}}=-\rho g\int \limits _{S}{h\,d{\vec {S}}}=^{*}-\rho g\int \limits _{V}{\operatorname {grad} (h)\,dV}=^{**}-\rho g\int \limits _{V}{{\vec {e}}_{z}dV}=-\rho g{\vec {e}}_{z}\int \limits _{V}{dV}=(\rho gV)(-{\vec {e}}_{z}).}
При переходе от интеграла по поверхности к интегралу по объёму пользуемся обобщённой теоремой Остроградского-Гаусса.
{\displaystyle {}^{*}h(x,y,z)=z;}
{\displaystyle ^{**}\operatorname {grad} h=\nabla h={\vec {e}}_{z}.}
Получаем, что модуль силы Архимеда равен {\displaystyle \rho gV}, и направлена сила Архимеда в сторону, противоположную направлению вектора напряжённости гравитационного поля.

### Вывод через закон сохранения энергии
Закон Архимеда можно также вывести из закона сохранения энергии. Работа силы, действующей со стороны погружённого тела на жидкость, приводит к изменению её потенциальной энергии:
{\displaystyle \ A=-F*(h_{1}-h_{2})=-\Delta E_{p}=-m_{\text{ж}}g\Delta h,}
где {\displaystyle m_{\text{ж}}} — масса вытесненной части жидкости, {\displaystyle \Delta h} — перемещение её центра масс. Отсюда модуль вытесняющей силы:
{\displaystyle \ F=m_{\text{ж}}g.}
По третьему закону Ньютона эта сила, равна по модулю и противоположна по направлению силе Архимеда, действующей со стороны жидкости на тело. Объём вытесненной жидкости равен объёму погруженной части тела, поэтому массу вытесненной жидкости можно записать как:
{\displaystyle \ m_{\text{ж}}=\rho _{\text{ж}}V_{\text{т}},} где {\displaystyle V_{\text{т}}} — объем погружённой части тела.
Таким образом, для силы Архимеда имеем:
{\displaystyle \ F_{A}=\ F=m_{\text{ж}}g=\rho _{\text{ж}}gV_{\text{т}}.}

## Условие плавания тел
Поведение тела, находящегося в жидкости или газе, зависит от соотношения между модулями силы тяжести {\displaystyle F_{T}} и силы Архимеда {\displaystyle F_{A}}, которые действуют на это тело. Возможны следующие три случая:
- {\displaystyle F_{T}>F_{A}} — тело тонет;
- {\displaystyle F_{T}=F_{A}} — тело плавает в жидкости или газе;
- {\displaystyle F_{T}<F_{A}} — тело всплывает до тех пор, пока не начнёт плавать.

Другая формулировка (где {\displaystyle \rho _{t}} — плотность тела, {\displaystyle \rho _{s}} — плотность среды, в которую тело погружено):
- {\displaystyle \rho _{t}>\rho _{s}} — тело тонет;
- {\displaystyle \rho _{t}=\rho _{s}} — тело плавает в жидкости или газе;
- {\displaystyle \rho _{t}<\rho _{s}} — тело всплывает до тех пор, пока не начнёт плавать.